# Opper-Lausitzs voetbalkampioenschap 1923/24 (Zuidoost-Duitsland)
In 1923/24 werd het negende Opper-Lausitzs voetbalkampioenschap gespeeld, dat georganiseerd werd door de Zuidoost-Duitse voetbalbond. 
Saganer SV werd kampioen, maar het was ATV Görlitz dat zich plaatste zich voor de Zuidoost-Duitse eindronde. De eindronde werd in groepsfase gespeeld en de club werd gedeeld derde.
Gelb-Weiß Görlitz werd opnieuw zelfstandig van de sportclub ATV. 

## Bezirksliga
| Plaats | Club                     | Wed.           | W              | G              | V              | Saldo          | Ptn            |
| ------ | ------------------------ | -------------- | -------------- | -------------- | -------------- | -------------- | -------------- |
| 1.     | Saganer SV               | 12             | 10             | 1              | 1              | 40:13          | 21:3           |
| 2.     | VfB Lauban               | 12             | 7              | 2              | 3              | 15:19          | 16:8           |
| 3.     | Görlitzer SV 1912        | 12             | 5              | 4              | 3              | 20:23          | 14:10          |
| 4.     | STC Görlitz              | 12             | 4              | 2              | 6              | 21:13          | 10:14          |
| 5.     | VfB Sorau                | 12             | 5              | 0              | 7              | 14:25          | 10:14          |
| 6.     | Sportfreunde Seifersdorf | 12             | 4              | 1              | 7              | 19:28          | 9:15           |
| 7.     | SVgg Gelb-Weiß Görlitz   | 12             | 1              | 2              | 9              | 10:18          | 4:20           |
| 8.     | SV Hirschberg 1919       | Teruggetrokken | Teruggetrokken | Teruggetrokken | Teruggetrokken | Teruggetrokken | Teruggetrokken |

|  | Kampioen, geplaatst voor de Zuidoost-Duitse eindronde |
|  | Promotie/Degradatie play-off                          |

## Promotie/Degradatie play-off
Heen
|              |                    |       |           |            |
| 29 juni 1924 | SV Hirschberg 1919 | 0 – 0 | SC Halbau | Hirschberg |
| 29 juni 1924 |                    |       |           | Hirschberg |

Halbau kreeg de wedstrijd als overwinning toegekend.
Terug
|             |           |       |                    |        |
| 6 juli 1924 | SC Halbau | 2 – 2 | SV Hirschberg 1919 | Halbau |
| 6 juli 1924 |           |       |                    | Halbau |

Halbau verwierf de promotie, maar verzaakte hier uiteindelijk aan zodat Hirschberg volgend jaar opnieuw in de Bezirksliga mocht aantreden.